# Echinopepon longispinus
Echinopepon longispinus là một loài thực vật có hoa trong họ Cucurbitaceae. Loài này được (Cogn.) Rose mô tả khoa học đầu tiên năm 1897.